# Cyphopterum salinum
Cyphopterum salinum är en insektsart som beskrevs av Lindberg 1954. Cyphopterum salinum ingår i släktet Cyphopterum och familjen Flatidae. Inga underarter finns listade i Catalogue of Life.